# Arthur Mülverstedt

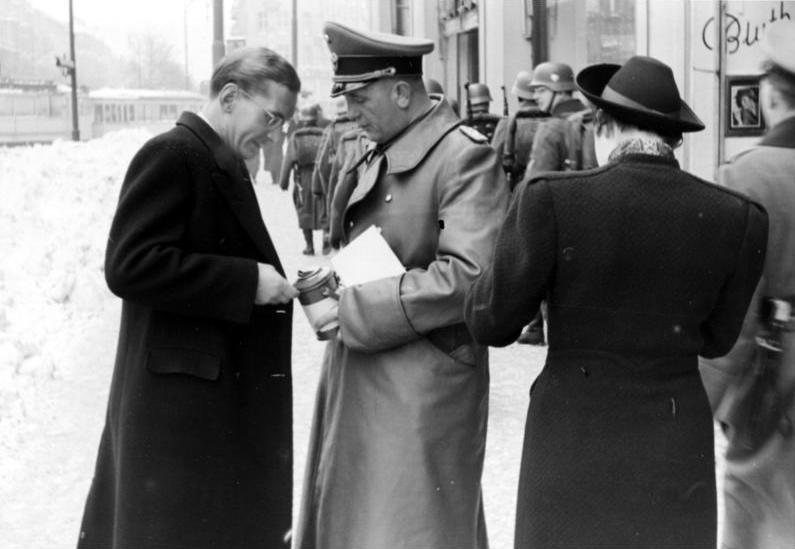
Arthur Mülverstedt sammelt Spenden am Tag der deutschen Polizei; Aufnahme vom 29. Januar 1939.

Arthur Ferdinand August Mülverstedt (* 30. Juni 1894 in Gebesee; † 10. August 1941 bei Luga) war ein deutscher Generalleutnant der Polizei und SS-Gruppenführer zur Zeit des Nationalsozialismus.

## Leben
Der Bauernsohn Mülverstedt besuchte zunächst die Volksschule in seiner Heimatstadt und danach ein Gymnasium in Erfurt, wo er im März 1914 das Abitur ablegte. Danach trat er in das Infanterie-Regiment „von Horn“ (3. Rheinisches) Nr. 29 als Fahnenjunker ein und nahm ab August 1914 zunächst als Zug-, dann Kompanie- und Bataillonsführer durchgehend am Ersten Weltkrieg teil. Mehrfach ausgezeichnet wurde er im Rang eines Oberleutnants nach Kriegsende aus der Armee entlassen und trat in den Polizeidienst ein. Zunächst war er Hauptmann bei der Sicherheitspolizei in Berlin und stieg später bis zum Kommandeur der Landespolizei in Hannover im Rang eines Oberstleutnants auf.
Noch vor der „Machtergreifung“ trat er zum 1. September 1932 der NSDAP bei (Mitgliedsnummer 1.331.860). Im März 1935 wechselte er zur Wehrmacht, wo er Stabsoffizier des Infanterie-Regiments 102 und Kommandant des Infanterie-Bataillons 68 wurde. Anfang Oktober 1936 kehrte er in den Polizeidienst zurück. Zunächst war er Stellvertreter des Generalinspekteurs der Schutzpolizei des Reiches im Hauptamt Ordnungspolizei und folgte dem bisherigen Amtsinhaber im April 1937 in dieser Funktion nach, die er bis März 1940 bekleidete.
Am 20. April 1938 wurde Mülverstedt in die SS (SS-Nummer 292.712) als SS-Oberführer aufgenommen und erreichte bereits ein Jahr später den Rang eines SS-Brigadeführers. Im Juni 1940 wurde er zum Generalleutnant der Schutzpolizei befördert und im November 1940 zum SS-Gruppenführer. Nach dem „Anschluss Österreichs“ und der „Zerschlagung der Rest-Tschechei“ übernahm er zusätzlich leitende Polizeifunktionen in der „Ostmark“ bzw. im Sudetenland.
Mit Beginn des Zweiten Weltkrieges war er im Gefolge der 4. Armee während des Überfalls auf Polen Kommandeur der Polizeigruppe 5 und Befehlshaber der Ordnungspolizei (BdO) im Bereich des Armeeoberkommandos 4. Er war mit der „Säuberung“ Brombergs nach dem Bromberger Blutsonntag beauftragt. Von März 1940 bis November 1940 war er Truppenübungsplatzkommandant in Wandern. Vom 12. November 1940 bis zu seinem Tod im August 1941 war er Kommandeur der SS-Polizeidivision. Mülverstedt fiel am 10. August 1941 durch Artilleriefeuer südlich von Luga. Er war einer der ersten Divisionskommandeure, die im Russlandfeldzug fielen.